# Koninklijke Balletschool Antwerpen

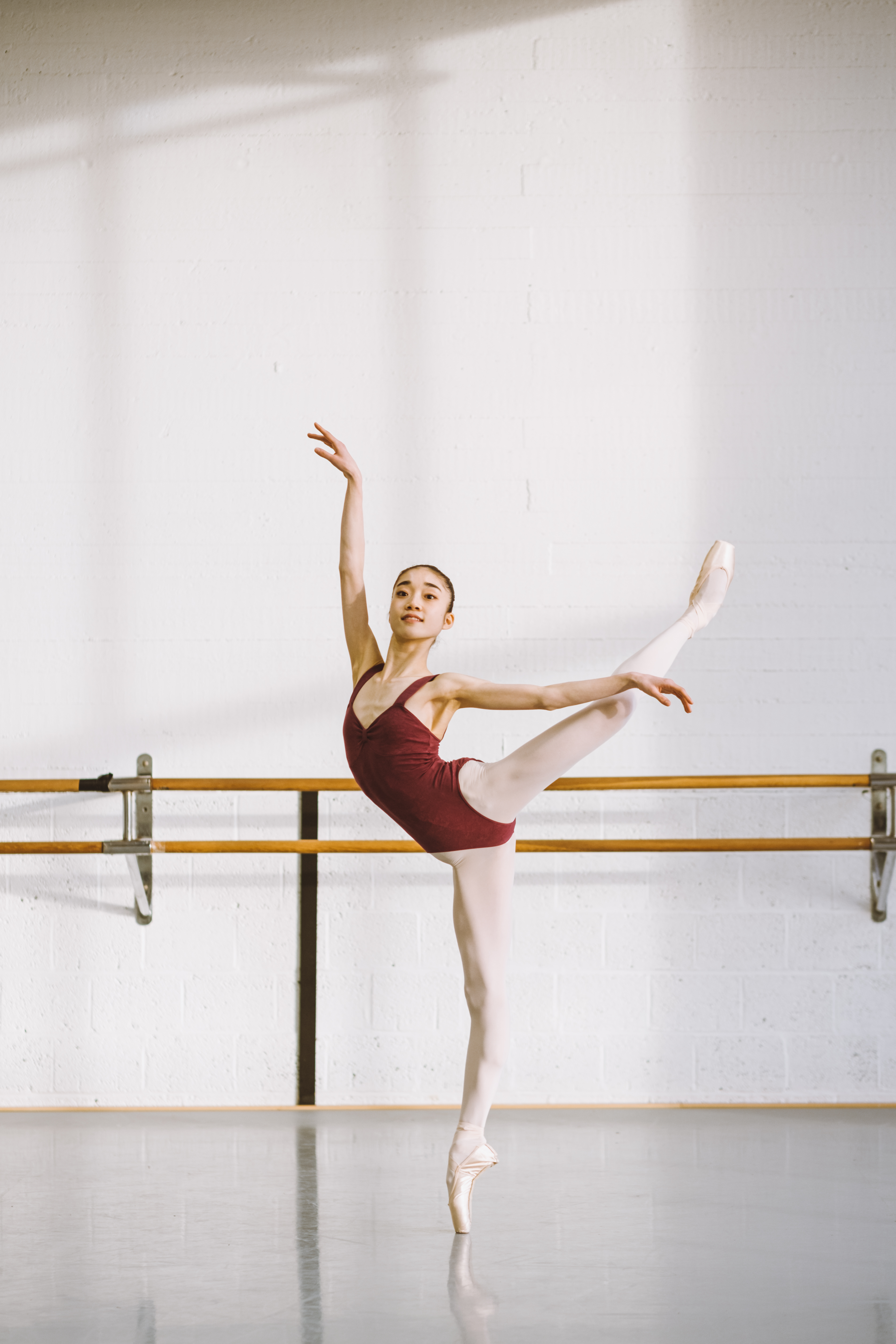
Karin Wakamatsu, Koninklijke Balletschool Antwerpen

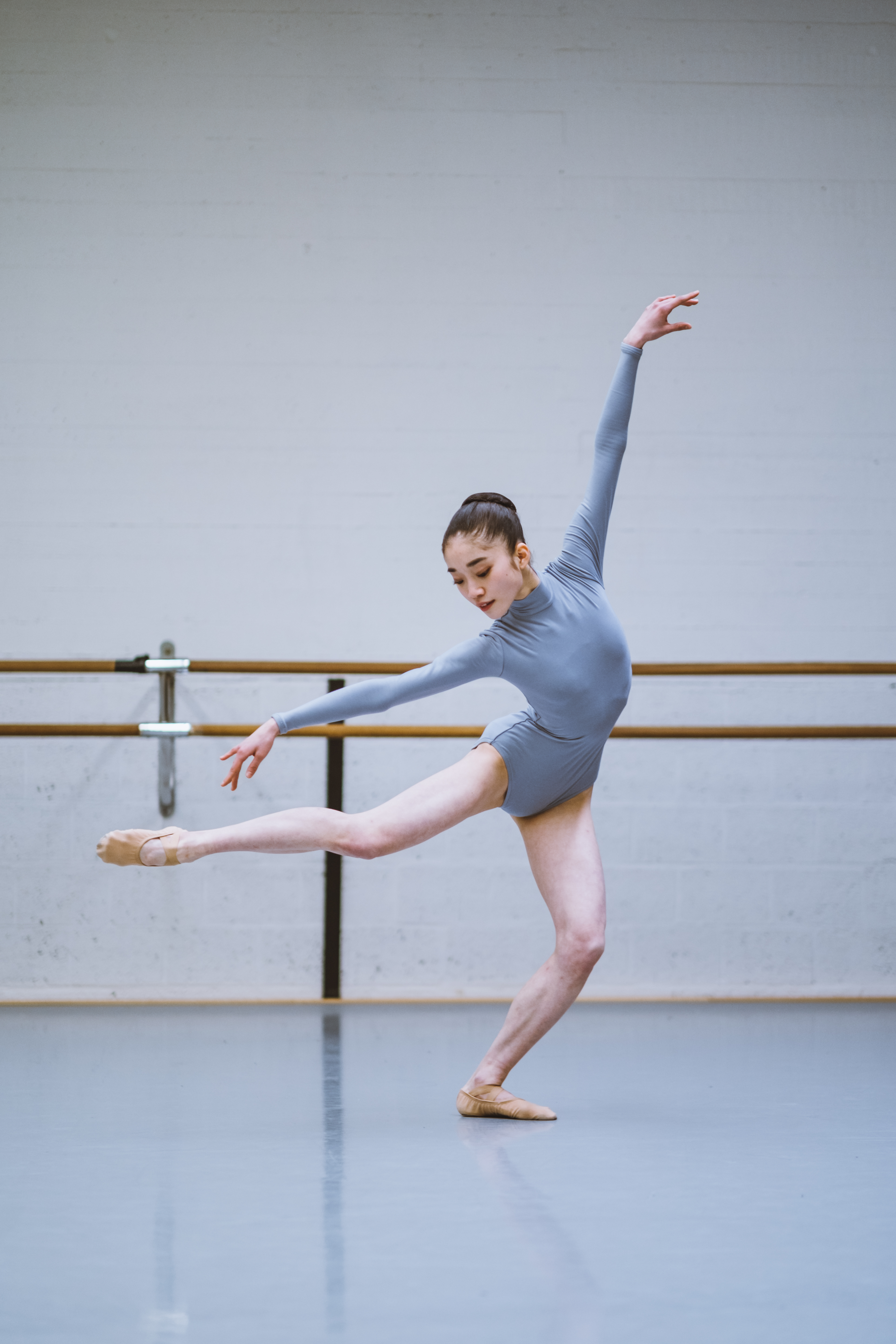
Karin Wakamatsu, Koninklijke Balletschool Antwerpen.

De Koninklijke Balletschool Antwerpen is een Vlaamse school die in de eerste graad A-stroom en in de tweede en derde graad kunst secundair onderwijs aanbiedt in Antwerpen. De school is gevestigd in de gebouwen aan de Meistraat, in de Stadsschouwburg Antwerpen.

## Geschiedenis
In 1951 wordt de Balletschool van de Koninklijke Vlaamse Opera opgericht op initiatief van Jeanne Brabants met de steun van Antwerps burgemeester Lode Craeybeckx. Het eerste schooljaar biedt enkel avondonderwijs. 61 leerlingen schrijven zich in. Na enkele maanden gevestigd te zijn in een schoolgebouw in de Leguitstraat, verhuist de school naar de Oever. Vanaf het tweede schooljaar is er ook dagonderwijs, voor leerlingen vanaf 14 jaar. 
In 1958 verhuist de school naar de Kolveniersstraat. Vanaf 1961 maakt de school geen onderdeel meer uit van de Vlaamse Opera maar wordt ze onderdeel van het Antwerps stedelijk onderwijs. De school volgt ook de leerplannen en levert erkende diploma's af. Dit wordt geformaliseerd in 1964 wanneer de Balletschool van de KVO ook van naam verandert en het Stedelijk Instituut voor Ballet (SIB) wordt. 
Wanneer Jeanne Brabants in 1969 de eerste directeur wordt van het Ballet van Vlaanderen krijgt haar zus Jos Brabants, die al actief was als leerkracht, de leiding van de school toegewezen. In 1971 telt de school 126 leerlingen, 12 leraars dans, 7 muziekbegeleiders en 20 leraars algemene vakken. 
In 1974 volgt een verhuizing naar de Lange Klarenstraat. In 1980 verhuist de school naar de Stadsschouwburg Antwerpen in gebouwen aan de Meistraat. In juli 2000 wordt de school het predicaat Koninklijk toegekend. Het Stedelijk Instituut voor Ballet wordt de Koninklijke Balletschool Antwerpen. In 2012 wordt koningin Mathilde de Hoge Beschermster van de school en aanvaardt Jan Fabre de functie van Artistiek Peter.

## Leiding
Algemeen directeur
- 1951: Jeanne Brabants
- 1969: Jos Brabants
- De Koninklijke Balletschool Antwerpen tracht complete dansers in het klassiek en hedendaags op te leiden.1979: Léon Bux
- 1986: Elli Faict
- 1998: Walter Mast
- 2004: Nadine Delannoy
- 2010: Nathalie Peeters
- 2011: Annick Liesenborghs
- 2014: Gilbert Verhestraeten
- 2019: Laura Baaijens

Artistiek directeur
- 1986: Jos Brabants
- 1990: Marinella Pañeda
- 2003: Kimmy Lauwens

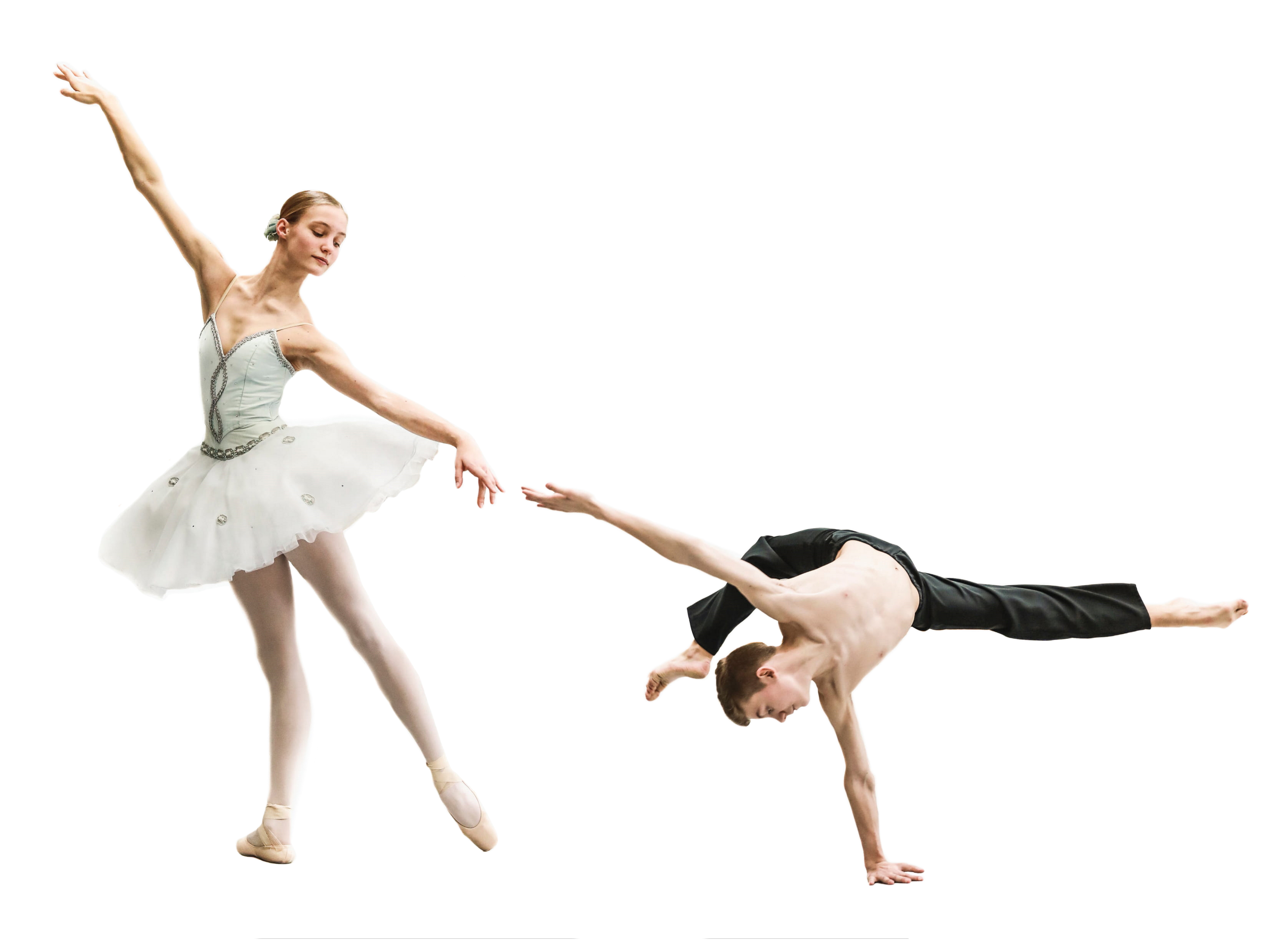
De Koninklijke Balletschool Antwerpen tracht complete dansers in het klassiek en hedendaags op te leiden.

- 2010: Alexandra Koltun (sept. tot nov.)
- 2010: Michael Shannon
- 2014: Nadia Deferm
- 2021: Curtis Foley
- 2023: Kevin Durwael